# Кассиан Авнежский
Кассиан Авнежский (в миру Константин Дмитриевич; ум. 1392) — преподобномученик Русской православной церкви.
Во второй половине XIV века в Авнежской волости, по реке Сухоне, на Авнежской возвышенности поселились отшельники Стефан, ученик Сергия Радонежского, и Григорий. Около 1370 года они поставили церковь и кельи для иноков. Им помогал богатый селянин по имени Константин Дмитриевич, который затем и сам постригся в монахи с именем Кассиан и был поставлен келарем новой обители, когда великий князь Дмитрий Иванович Донской вызвал Стефана на Москву.
В конце XIV века обитель много терпела от набегов казанских татар и вятчан, и в один из таких набегов, 15 июня 1392 года, были убиты оба подвижника. После их мученической смерти обитель пришла в полное запустение. Запустение Авнежского монастыря продолжалось 132 года, и место, где он существовал, полностью заросло лесом.
В 1524 году некий авнежский селянин, при расчистке лесных угодий, обнаружил мощи авнежских подвижников. Над ними поставлена была часовня. В 1560 году игумен Троицкого монастыря Варлаам на царское иждивение построил у гроба угодников монастырь (в 1764 году был преобразован в приходскую церковь). Мощи их по благословению митрополита Макария свидетельствовал епископ Вологодский Иоасаф, после чего они были положены под спуд нового монастыря. Установлено было местно совершать память авнежских чудотворцев 15 июня; их память отмечается также в 3-ю неделю по Пятидесятнице — в Соборе Вологодских святых, 6 июля — в Соборе Радонежских святых.